# St. Margarets
Pour les articles homonymes, voir Sainte-Marguerite.
St. Margarets est un village du comté de Northumberland, à l'est de la province canadienne du Nouveau-Brunswick. Le village a le statut de DSL. Dans le cadre de la réforme de la gouvernance locale du 1er janvier 2023, le DSL a été annexé au district rural du Grand Miramichi.

## Toponyme
St. Margarets est nommé ainsi en l'honneur de Marguerite d'Antioche.

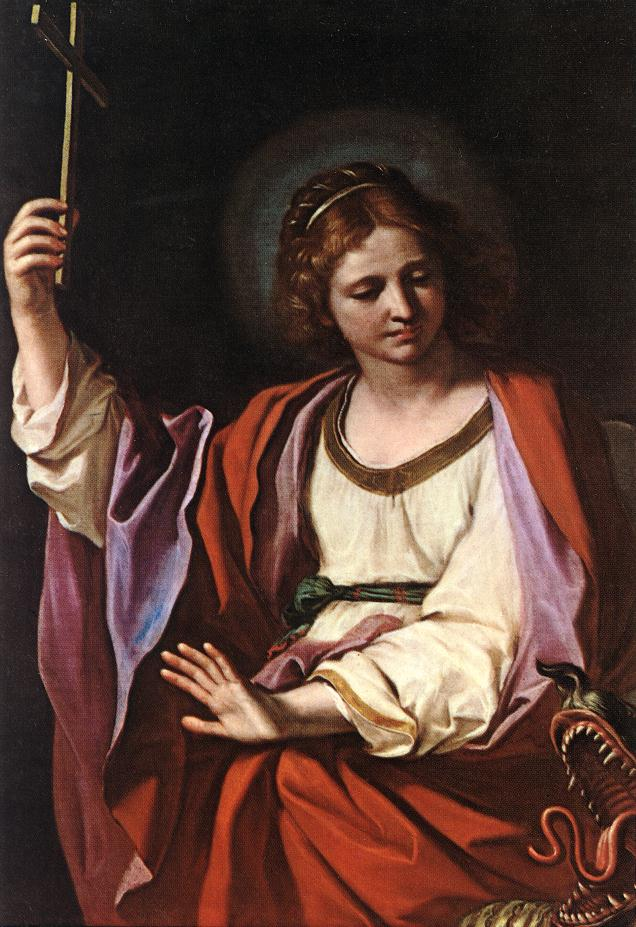
Marguerite d'Antioche.

## Géographie
St. Margarets est situé le long de la route 11, à l'intersection de la route 440 vers Rogersville, sur la rive nord de la rivière Baie du Vin.
St. Margarets est généralement considérée comme faisant partie de l'Acadie.

### Géologie
Le sous-sol de St. Margarets est composé principalement de roches sédimentaires du groupe de Pictou datant du Pennsylvanien (entre 300 et 311 millions d'années).

## Histoire
St. Margarets est situé dans le territoire historique des Micmacs, plus précisément dans le district de Sigenigteoag, qui comprend l'actuel côte Est du Nouveau-Brunswick, jusqu'à la baie de Fundy.
En 1825, le territoire est touché par les Grands feux de la Miramichi, qui dévastent entre 10 000 km2 et 20 000 km2 dans le centre et le nord-est de la province et tuent en tout plus de 280 personnes,.
Upper Bay du Vin est une localité agricole fondée peu après 1830 par des immigrants irlandais ; le hameau est plus tard regroupé à St. Margarets.
Il y avait une base des Forces armées canadiennes ainsi qu'un parc provincial à St. Margarets.

## Démographie
(août 2016).
D'après le recensement de Statistique Canada, il y avait 333 habitants en 2006, comparativement à 386 en 2001, soit une baisse de 13,7 %. Il y a 149 logements privés, dont 133 occupés par des résidents habituels. Le village a une superficie de 56,76 km2 et une densité de population de 5,9 habitants au kilomètre carré.
| 2011 | 2016 |
| ---- | ---- |
| 279  | 258  |

## Économie
Entreprise Miramichi, membre du Réseau Entreprise, a la responsabilité du développement économique.

## Administration

### Comité consultatif
En tant que district de services locaux, St. Margarets est en théorie administré directement par le Ministère des Gouvernements locaux du Nouveau-Brunswick, secondé par un comité consultatif élu composé de cinq membres dont un président. Il n'y a actuellement aucun comité consultatif.

### Commission de services régionaux
Saint-Margarets fait partie de la Région 5, une commission de services régionaux (CSR) devant commencer officiellement ses activités le 1er janvier 2013. Contrairement aux municipalités, les DSL sont représentés au conseil par un nombre de représentants proportionnel à leur population et leur assiette fiscale. Ces représentants sont élus par les présidents des DSL mais sont nommés par le gouvernement s'il n'y a pas assez de présidents en fonction. Les services obligatoirement offerts par les CSR sont l'aménagement régional, l'aménagement local dans le cas des DSL, la gestion des déchets solides, la planification des mesures d'urgence ainsi que la collaboration en matière de services de police, la planification et le partage des coûts des infrastructures régionales de sport, de loisirs et de culture; d'autres services pourraient s'ajouter à cette liste.

### Représentation et tendances politiques
Nouveau-Brunswick: St. Margarets fait partie de la circonscription provinciale de Miramichi—Baie-du-Vin, qui est représentée à l'Assemblée législative du Nouveau-Brunswick par Bill Fraser, du Parti libéral. Il fut élu en 2006 et réélu en 2010.
 Canada: St. Margarets fait partie de la circonscription électorale fédérale de Miramichi, qui est représentée à la Chambre des communes du Canada par Tilly O'Neill-Gordon, du Parti conservateur. Elle fut élue lors de la 40e élection fédérale, en 2008.

## Vivre à St. Margarets
L'église St. Margarets est une église catholique romaine faisant partie du diocèse de Saint-Jean. Le détachement de la Gendarmerie royale du Canada le plus proche est situé à Rogersville. Le bureau de poste le plus proche est quant à lui à Miramichi.
Les anglophones bénéficient du quotidien Telegraph-Journal, publié à Saint-Jean et de l'hebdomadaire Miramichi Leader, publié à Miramichi. Les francophones bénéficient quant à eux du quotidien L'Acadie nouvelle, publié à Caraquet, ainsi que de l'hebdomadaire L'Étoile, de Dieppe.